# Horizon Forbidden West
Horizon Forbidden West és un joc de rol d'acció del 2022 desenvolupat per Guerrilla Games i publicat per Sony Interactive Entertainment. És la seqüela d'Horizon Zero Dawn del 2017. El joc està ambientat en una versió postapocalíptica de l'oest dels Estats Units que es recupera de les conseqüències d'un esdeveniment d'extinció causat per un eixam de robots en forma d'animals. El jugador pot explorar el món obert i completar missions amb armes a distància i cos a cos contra criatures màquina hostils.
Horizon Forbidden West es va llançar el 18 de febrer de 2022 per a PlayStation 4 i PlayStation 5. Va ser elogiat per les seves imatges, combat, interpretacions vocals i avenços tècnics, mentre que l'escriptura i el disseny del món van generar respostes mixtes. Fins l'abril de 2023, s'han venut més de 8,4 milions d'unitats. Una expansió, Burning Shores, es va llançar el 19 d'abril de 2023 exclusivament per a la versió de PlayStation 5.

## Jugabilitat
Horizon Forbidden West és un joc de rol d'acció jugat des d'una perspectiva en tercera persona. El jugador controla l'Aloy, una caçadora en un món poblat per màquines perilloses i animals. En un món obert, explora la misteriosa frontera coneguda com l'Oest Prohibit, una versió postapocalíptica de l'oest dels Estats Units, concretament els estats de Califòrnia, Nevada i Utah. El mapa és més gran que en el joc anterior. L'exploració es millora amb nous descobriments submarins, i millores per combatre amb el sistema Valor Surge, escalada de forma lliure i té eines com ara el shieldwing, el focus scanner, el diving mask i el pullcaster. L'estructura de la missió de les missions admet millor la varietat d'objectius amb sistemes de recompensa convincents.